# بیلی جرویس
بیلی جرویس (انگلیسی: Billy Jervis؛ زادهٔ ۲۲ ژانویهٔ ۱۹۴۲) بازیکن فوتبال اهل بریتانیا است.
از باشگاه‌هایی که در آن بازی کرده‌است می‌توان به باشگاه فوتبال گیلینگام، باشگاه فوتبال استالی‌بریج سلتیک، و باشگاه فوتبال بلکبرن روورز اشاره کرد.